# Скрипка Віра Федорівна
Скрипка (Чухліб, Христенок) Віра Федорівна (нар. 2 січня 1945, с. Ольшаниця Рокитнянського району Київської області) — українська вчена, мовознавець, педагог. Кандидат філологічних наук (1995), доцент (1996). Дружина письменника Василя Чухліба. Мати історика Тараса Чухліба та кандидата філологічних наук Тетяни Ткаченко.

## Біографія
Віра Федорівна Христенок народилася в старовинному козацькому селі Ольшаниця Рокитнянського району Київської області.

### Освіта
1962—1966 — навчання на мовно-літературному факультеті Київського державного педагогічного інституту імені О. М. Горького (тепер — Український державний університет імені М. П. Драгоманова).

### Трудова діяльність
1958—1961 рр. — початок трудової діяльності робітницею Ольшаницького цегельного заводу та Миронівського цукрового заводу;
1967 — 1968 рр. — вчителька української мови та літератури Добропільської середньої школи № 4 на Донбасі;
1969—1970 рр. — вихователька та вчителька в інтернаті для дітей-сиріт у с. Трипілля на Київщині; 
1971—1982 рр. — вчителька та завуч школи № 2 м. Українка Обухівського району на Київщині;
1983—1986 рр. — інспектор відділу з навчальної роботи КДПІ ім. О. М. Горького;
1987—2015 рр. — викладач кафедри Стилістики української мови, доцент, голова Методичної ради Інституту філології, член Методичної ради НПУ ім. М. П. Драгоманова.

## Наукова діяльність
Авторка понад 100 публікацій з українського мовознавства, історії української літературної мови, культури мови, риторики, методики навчання української мови у школах і вищих навчальних закладах. Особливу увагу дослідниця звертає на вивчення української мови як державної у школах нового типу. Її посібниками, підручниками, словниками з української мови користуються тисячі школярів і студентів України. Віра Христенок зробила значний внесок у розроблення проєкту Державного стандарту з української мови для середньої школи, оновлення змісту мовної освіти та мовного виховання, пропаганду й популяризацію української мови як державної.
Лектор Товариства «Знання», проводила курси української мови у м. Севастополі в Криму, входила до складу журі Міжнародного конкурсу знавців української мови імені Петра Яцика (1990-і — 2000-і рр.)

## Нагороди
- Почесна грамота Міністерства освіти і науки України (2005)
- Медаль імені Михайла Драгоманова ІІ ступеня (2010)
- Почесна грамота Національного педагогічного університету ім. М. П. Драгоманова (2014)
- Медаль імені Михайла Драгоманова І ступеня (2015)